# Chlorops mackerrasi
Chlorops mackerrasi är en tvåvingeart som beskrevs av Spencer 1986. Chlorops mackerrasi ingår i släktet Chlorops och familjen fritflugor. Inga underarter finns listade i Catalogue of Life.